# キミア・アリザデ
キミア・アリザデ ゼヌリン（Kimia  Alizadeh, ペルシャ語: کیمیا علیزاده 、 1998年7月10日 - ）は、イラン・キャラジ生まれのテコンドー選手。2016年リオデジャネイロオリンピックで女子57キロ級で銅メダルを獲得した。イラン出身女性で初のオリンピックメダリストである。
2020年1月11日、イランでは女性選手の権利が著しく制限されていると体制批判を行い、13日までにイランから亡命する意思を表明。オランダに入国したとされている。その後、ドイツに亡命。
2021年7月から開催された2020年東京オリンピックには難民選手団として参加し、テコンドー女子57キロ級で4位に入った。